# Phobaeticus lumawigi
Phobaeticus lumawigi är en insektsart som beskrevs av Brock 1998. Phobaeticus lumawigi ingår i släktet Phobaeticus och familjen Phasmatidae. Inga underarter finns listade i Catalogue of Life.